# Polybotrya goyazensis
Polybotrya goyazensis är en träjonväxtart som beskrevs av Alexander Curt Brade. Polybotrya goyazensis ingår i släktet Polybotrya och familjen Dryopteridaceae. Inga underarter finns listade.